# Silkesmasken (bok)
Silkesmasken (engelsk originaltitel: The Silkworm) är en kriminalroman från 2014 skriven under pseudonymen Robert Galbraith av den brittiska författaren J. K. Rowling. Boken är den andra i serien om privatdetektiven Cormoran Strike och är uppföljaren till Gökens rop från 2013.